# علیک (خوشاب)
علیک، روستایی است از توابع شهرستان خوشاب استان خراسان رضوی ایران.

## جمعیت
این روستا در دهستان سلطان‌آباد بخش مرکزی شهرستان خوشاب قرار داشته و بر اساس سرشماری سال ۱۳۸۵ جمعیت آن ۷۶۱ نفر (۲۱۰ خانوار)
بوده است.